# Aletria (sobremesa)

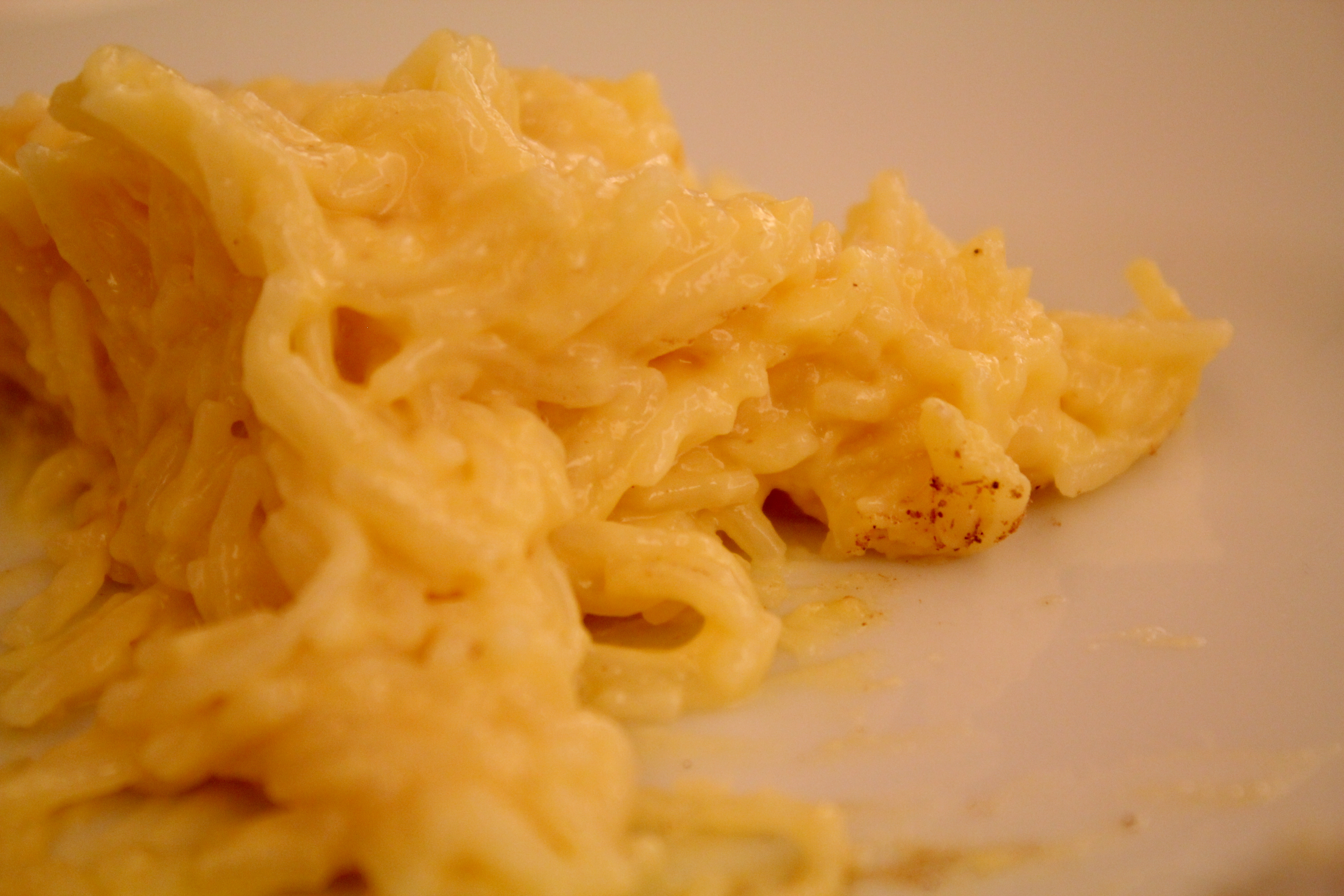
Aletria

A aletria ou aletria doce é uma sobremesa feita com massa de aletria (ou massa italiana vermicelli ou capellini ou à francesa vermicelle), açúcar e ovos. Em cada localidade, a aletria apresenta particularidades - maior ou menor quantidade de massa, com ou sem gemas. Nas Beiras a aletria é de consistência compacta e pode-se cortá-la em fatias, também conhecida de aletria de faca ou de cortar. No Minho a consistência é mais cremosa.

## Aletria com Ovos
Aletria com ovos é um doce feito com massa de aletria e ovos. É um prato utilizado na culinária portuguesa e é servido no Natal, nas regiões do norte de Portugal como alternativa ao arroz-doce.
Aletria (do árabe al-irtiâ) é uma massa em fios finos que é utilizado para fazer sopas e doces. Muito usada pelo proletariado francês durante a Revolução Industrial, citada no livro de Émile Zola, Germinal. Todavia, actualmente a aletria pertence à culinária portuguesa, posto que fora trazida a Portugal pelos mouros. Em Portugal, são famosos os doces de aletria.

## Aletria de Cortar a Faca
Aletria de cortar a faca é uma variação da clássica receita de aletria doce, muito comum nas Beiras, a receita é muito similar á receita tradicional tanto nos ingredientes e excecução, apenas mudam-se as medidas para criar um doce mais denso que podes como o nome diz cortar com uma faca.

## Aletria Dourada
Aletria dourada é um doce tradicional português feito com aletria, leite condensado e ovos.